# Lauxanostegana
Lauxanostegana är ett släkte av tvåvingar. Lauxanostegana ingår i familjen lövflugor.
Kladogram enligt Catalogue of Life:
| Lauxanostegana | \| \| Lauxanostegana albispina \| \| \| \| \| \| Lauxanostegana edwardsae \| \| \| \| |
|                | \| \| Lauxanostegana albispina \| \| \| \| \| \| Lauxanostegana edwardsae \| \| \| \| |
|                | Lauxanostegana albispina                                                              |
|                |                                                                                       |
|                | Lauxanostegana edwardsae                                                              |
|                |                                                                                       |